# Microcebus lokobensis
Microcebus lokobensis — вид лемуровидих приматів.

## Опис
Середнього розміру, досягає довжини тіла 12-14 см, 15—17 хвіст. Вага коливається між 50 і 70 грам. Хутро червонувато-коричневе зверху і жовтувато-біле на животі. Є біла спинна смуга. Округла голова трохи яскравішого кольору, ніж тіло, очі збільшені як коригування до нічного життя.

## Середовище проживання
В даний час вважається, обмежується островом Нусі-Бе в північно-західному Мадагаскарі. Знаходиться у вологих первинних і вторинних лісах.

## Життя
Про життя цього виду мало відомо. Як і всі інші Microcebus вони, ймовірно, активні в нічний час і сплять протягом дня в гніздах або  дуплах дерев. Вони, як правило, тримаються дерев, де пересуваються рачки або стрибками. В основному всеїдні, їдять в основному фрукти і комах.

## Загрози та охорона
Цей вид знаходиться під загрозою втрати місць проживання. Живе в англ. Lokobe Strict Nature Reserve.